# Kid vs. Kat - Mai dire gatto
Kid vs. Kat - Mai dire gatto (Kid vs. Kat) è un cartone animato canadese-mongolo creato da Rob Boutilier. I protagonisti sono un bambino di nome Coop e un gatto alieno cibernetico chiamato Mr. Kat, sempre in lotta fra di loro. Kat odia a morte Coop, perché per causa sua il collare speciale che gli serviva per tornare sul suo pianeta è andato distrutto. A sua volta il ragazzino combatte Mr. Kat, perché crede che questi sia cattivo e di machiavelliche intenzioni.

## Trama
Cooper "Coop" Burtonburger, un ragazzino di 10 anni, conduce una vita normale, ma un giorno la sorellina Millie porta a casa uno strano gatto senza peli e dagli occhi neri da lei chiamato Mr. Kat. Coop ogni giorno combatte contro il pestifero felino (che è intento a vendicarsi per l'accidentale distruzione del suo strano collare da parte di Coop) insieme a Dennis, il suo fedele amico. Coop non sa cosa sia Mr. Kat fino all'episodio "Gatto o non gatto?", quando Burt, il padre del bambino, decide di portare la misteriosa creatura dal veterinario e le lastre evidenziano che Kat è un alieno bionico, ma sfortunatamente per Coop l'extraterrestre riesce ad eliminare le prove.
Molti episodi sono incentrati sugli sfortunati tentativi di Mr. Kat di tornare sul suo pianeta o di portare su di esso una scorta dei suoi croccantini preferiti, ma Coop, convinto che Mr. Kat intenda invadere la Terra, riesce sempre a impedirglielo.
Altri episodi raccontano delle trappole e dei dispetti che Mr. Kat combina a Coop, da cui il bambino riesce quasi sempre a uscire incolume. Tuttavia non sempre finisce tutto a vantaggio di Coop, spesso infatti alla fine dell'episodio il protagonista si ritrova a dover fare i conti con suo padre, con i vicini o con un Mr. Kat molto infuriato.
La serie punta principalmente al divertimento e ha un'atmosfera spesso farsesca, ma a volte tende quasi al macabro e al grottesco, grazie soprattutto al personaggio di Mr. Kat. Questi infatti si mostra molte volte altamente crudele con Coop (in un breve episodio disponibile solo su internet arriva addirittura a tentare di ucciderlo con un trapano da dentista!), mentre con la padrona Millie risulta talvolta amorevole e sembra che i suoi simili gli manchino davvero tanto. Inoltre questo personaggio è avvolto da un alone di mistero, anche perché non sappiamo mai completamente quali sono le sue vere intenzioni e se queste sono effettivamente malvagie come Coop pensa, difatti il gatto alieno (come tutti gli abitanti del suo pianeta) non parla mai, bensì miagola.

## Protagonisti
- Cooper "Coop" Burtonburger: un bambino di 10 anni molto ottimista. È l'unico (insieme a Dennis) a conoscere la vera natura di Mr. Kat ed è convinto che il misterioso essere sia anche malvagio e intenzionato a conquistare il mondo. Combatte sempre contro Kat perché sa che l'alieno lo odia e vuole vendicare la distruzione del suo prezioso collare. È un ragazzino quindi coraggioso, ma anche piuttosto testardo e spesso anche credulone.
- Mr. Kat: un alieno cyborg che ha l'aspetto di un gatto purpureo senza peli con gli occhi completamente neri. Giunto sul nostro pianeta grazie al suo collare (il motivo della sua visita non è ben chiaro), viene adottato da Millie, che lo battezza Mr. Kat. Coop distrugge il suo misterioso collare nel tentativo di analizzarlo, rendendo al povero Kat molto più difficoltoso il ritorno a casa. Da questo momento l'alieno odia a morte Coop e farà di tutto per rendergli la vita difficile. Nell'episodio "Gatto o non gatto?" una sua radiografia rivela che Mr. Kat ha due cervelli, tre polmoni e diversi congegni cibernetici impiantati nel corpo. Al posto del cuore e dello stomaco ha due macchinari ed ha un'altra misteriosa macchina nella zona della gola. Inoltre ognuno dei suoi due cervelli è collegato ad una scheda madre. Kat ha numerosi poteri, di cui alcuni probabilmente dovuti al suo corpo in gran parte androide, per esempio può emanare raggi incandescenti dalle zampe o dagli occhi, emettere una fiammata da una delle unghie o riscaldare qualsiasi cosa con le mani, può aderire alle pareti, liquefarsi e infine possiede forza e intelligenza decisamente sovrumani. In alcuni episodi è possibile vedere i suoi simili o il suo pianeta, che ha la forma di una testa felina e degli anelli simili a quelli di Saturno. In un episodio viene mostrata anche la sua fidanzata, che assomiglia abbastanza a lui ma è di fattezze più femminili.
- Mildred "Millie" Burtonburger: sorella di Coop e padrona di Mr. Kat. È molto capricciosa e viziata e quando suo padre si rifiuta a darle ciò che vuole comincia a urlare fino a provocare terremoti e distruggere vetri. Mostra un'affezione quasi estrema nei confronti di Mr. Kat e a volte lo tratta come un bambino. Inoltre non è in buoni rapporti con il fratello e neanche lei, come il padre, crede alle sue storie sul fatto che Mr Kat sia un alieno.
- Burt Burtonburger: il padre di Millie e Coop. E un papà certamente affettuoso (spesso chiama suo figlio "ciccio"), ma è anche in grado di mostrarsi imbranato e a volte addirittura infantile. Odia il padre di Dennis, Henry.
- La vecchia signora Munson: una donna anziana molto brontolona e irritabile che abita di fianco ai Burtonburger. Odia a morte Coop e Burt ma mostra un carattere più affettuoso nei confronti di Millie. Ha un giardino pieno di gnomi di ceramica talvolta usati da Mr. Kat per i suoi esperimenti.
- Dennis: il migliore amico di Coop. È l'unico a credergli e fa di tutto per aiutarlo nella sua lotta contro Mr. Kat.
- Phoebe: compagna di scuola di Coop. Ha un'evidente cotta per lui, ma il suo amato la trova fastidiosissima e fa di tutto per evitarla.
- Fiona: è la nipote della signora Munson. Coop ha una cotta per lei ma Phoebe inventa degli stratagemmi per farla allontanare da lui.
- Henry: il padre di Dennis, sempre in competizione con Burt.

## Curiosità
- Il creatore dello show, Rob Boutilier, ha dichiarato di aver avuto l'ispirazione dopo aver adottato un gatto sphynx. Lui pensava che il suo nuovo gatto fosse veramente bellissimo, ma molti dei suoi amici e conoscenti erano quasi spaventati dal suo aspetto.
- Sul sito di Jetix sono stati resi disponibili diversi cortometraggi (lunghi poco più di due minuti) con i protagonisti della serie e un video in cui Mr. Kat mostra le sue qualità di ballerino.

## Episodi

### Canada
| Stagione   | Episodi | Inizio serie      | Fine serie       |
| ---------- | ------- | ----------------- | ---------------- |
| Stagione 1 | 26      | 25 ottobre 2008   | 30 novembre 2009 |
| Stagione 2 | 26      | 11 settembre 2010 | 4 giugno 2011    |

### USA
| Stagione   | Episodi | Inizio serie     | Fine serie       |
| ---------- | ------- | ---------------- | ---------------- |
| Stagione 1 | 26      | 21 febbraio 2009 | 30 novembre 2009 |
| Stagione 2 | 26      | 30 ottobre 2010  | 20 luglio 2011   |

### Italia
| Stagione   | Episodi | Inizio serie    | Fine serie |
| ---------- | ------- | --------------- | ---------- |
| Stagione 1 | 26      | 2 maggio 2009   | 2009       |
| Stagione 2 | 26      | 7 febbraio 2011 | 2011       |

## Doppiaggio

### Voci originali
- Erin Matthews: Coop
- Kathleen Barr: Mr. Kat/Millie
- Trevor Devall: Burt Burtonburger
- Cathy Weseluck: Dennis
- Linda Sorenson: vecchia signora Munson
- Tabitha St. Germain: Phoebe
- Vincent Tong: Henry

### Doppiatori italiani
- Monica Ward: Coop
- Laura Latini: Millie
- Micaela Incitti: Dennis
- Roberto Stocchi: Burt
- Lorenza Biella: vecchia signora Munson
- Federico Campaiola: Harley
- Alessandro Campaiola: Lorne
- Veronica Puccio: Fiona
- Mauro Gravina: Henry
- Marina Guadagno: Dr.K